# 11445 Fedotov
11445 Fedotov este un asteroid din centura principală de asteroizi.

## Descriere
11445 Fedotov este un asteroid din centura principală de asteroizi. A fost descoperit pe 26 septembrie 1978 la Observatorul de Astrofizică din Crimeea de Liudmila Juravliova. Asteroidul prezintă o orbită caracterizată de o semiaxă mare de 2,64 ua, o excentricitate de 0,17 și o înclinație de 12,9° în raport cu ecliptica.